# Giro de Italia 2003
El  86.º Giro de Italia se disputó entre el 10 de mayo y el 1 de junio de 2003 con un recorrido de 3472 km dividido en 21 etapas  con inicio en Lecce y final en Milán.
Participaron 171 ciclistas repartidos en 19 equipos de 9 corredores cada uno resultando vencedor absoluto el italiano Gilberto Simoni que cubrió la prueba en 89h 32’ 09’’.

## Equipos participantes
| Grupos deportivos I (12)- Alessio - Domina Vacanze-Elitron - Fassa Bortolo - Fdjeux.com - Gerolsteiner - Kelme-Costa Blanca - Lampre - Landbouwkrediet-Colnago - Lotto-Domo - Saeco - Fakta - Vini Caldirola-Saunier Duval Grupos deportivos II (7)- CCC Polsat-Atlas - Ceramica Panaria-Fiordo - Colombia-Selle Italia - De Nardi-Colpack-Astro - Formaggi Pinzolo Fiavè-Ciarrocchi Immobiliare - Mercatone Uno-Scanavino - Tenax-Garda Calze |
| |

## Etapas
| Etapa      | Fecha     | Recorrido                          | type                    | Distancia (km) | Ganador             | Líder               |
| ---------- | --------- | ---------------------------------- | ----------------------- | -------------- | ------------------- | ------------------- |
| 1.ª etapa  | 10 de may | Lecce – Lecce                      | etapa llana             | 201            | Alessandro Petacchi | Alessandro Petacchi |
| 2.ª etapa  | 11 de may | Copertino – Matera                 | etapa escarpada         | 177            | Fabio Baldato       | Alessandro Petacchi |
| 3.ª etapa  | 12 de may | Policoro – Terme Luigiane          | etapa de media montaña  | 145            | Stefano Garzelli    | Alessandro Petacchi |
| 4.ª etapa  | 13 de may | Terme Luigiane – Vibo Valentia     | etapa escarpada         | 170            | Robbie McEwen       | Alessandro Petacchi |
| 5.ª etapa  | 14 de may | Messina – Catania                  | etapa escarpada         | 176            | Alessandro Petacchi | Alessandro Petacchi |
|            | 15 de may | Día de descanso                    | Día de descanso         |                |                     |                     |
| 6.ª etapa  | 16 de may | Maddaloni – Avezzano               | etapa de media montaña  | 218            | Alessandro Petacchi | Alessandro Petacchi |
| 7.ª etapa  | 17 de may | Avezzano – Terminillo              | etapa de montaña        | 146            | Stefano Garzelli    | Stefano Garzelli    |
| 8.ª etapa  | 18 de may | Rieti – Arezzo                     | etapa escarpada         | 214            | Mario Cipollini     | Stefano Garzelli    |
| 9.ª etapa  | 19 de may | Arezzo – Montecatini Terme         | etapa escarpada         | 160            | Mario Cipollini     | Stefano Garzelli    |
| 10.ª etapa | 20 de may | Montecatini Terme – Faenza         | etapa de media montaña  | 211            | Kurt Asle Arvesen   | Stefano Garzelli    |
| 11.ª etapa | 21 de may | Faenza – San Donà di Piave         | etapa llana             | 222            | Robbie McEwen       | Gilberto Simoni     |
| 12.ª etapa | 22 de may | San Donà di Piave – Monte Zoncolan | etapa de montaña        | 185            | Gilberto Simoni     | Gilberto Simoni     |
| 13.ª etapa | 23 de may | Pordenone – Marostica              | etapa escarpada         | 155            | Alessandro Petacchi | Gilberto Simoni     |
| 14.ª etapa | 24 de may | Marostica – Pampeago               | etapa de montaña        | 162            | Gilberto Simoni     | Gilberto Simoni     |
| 15.ª etapa | 25 de may | Merano – Bolzano                   | contrarreloj individual | 42,5           | Aitor González      | Gilberto Simoni     |
| 16.ª etapa | 26 de may | Arco – Pavía                       | etapa llana             | 207            | Alessandro Petacchi | Gilberto Simoni     |
|            | 27 de may | Día de descanso                    | Día de descanso         |                |                     |                     |
| 17.ª etapa | 28 de may | Salice Terme – Asti                | etapa llana             | 117            | Alessandro Petacchi | Gilberto Simoni     |
| 18.ª etapa | 29 de may | Santuario de Vicoforte – Chianale  | etapa de montaña        | 175            | Dario Frigo         | Gilberto Simoni     |
| 19.ª etapa | 30 de may | Canelli – Cascata del Toce         | etapa de montaña        | 239            | Gilberto Simoni     | Gilberto Simoni     |
| 20.ª etapa | 31 de may | Cannobio – Cantù                   | etapa llana             | 133            | Giovanni Lombardi   | Gilberto Simoni     |
| 21.ª etapa | 1 de jun  | Milán – Milán                      | contrarreloj individual | 33             | Serhi Honchar       | Gilberto Simoni     |

## Clasificaciones

### Clasificación general(Maglia Rosa)
| \| Clasificación general \| Clasificación general \| Clasificación general \| Clasificación general \| Clasificación general \| \| Ciclista \| Ciclista \| Equipo \| Tiempo \| \| \| --------------------- \| --------------------- \| ---------------------------- \| --------------------- \| --------------------- \| \| 1.º \| Gilberto Simoni \| Saeco \| 89 h 32 min 09 s \| \| \| 2.º \| Stefano Garzelli \| Vini Caldirola-Saunier Duval \| + 7 min 06 s \| \| \| 3.º \| Yaroslav Popovych \| Landbouwkrediet-Colnago \| + 7 min 11 s \| \| \| 4.º \| Andrea Noè \| Alessio \| + 9 min 24 s \| \| \| 5.º \| Georg Totschnig \| Gerolsteiner \| + 9 min 42 s \| \| \| 6.º \| Raimondas Rumsas \| Lampre \| + 9 min 50 s \| \| \| 7.º \| Dario Frigo \| Fassa Bortolo \| + 10 min 50 s \| \| \| 8.º \| Serhi Honchar \| De Nardi-Colpack-Astro \| + 14 min 14 s \| \| \| 9.º \| Franco Pellizotti \| Alessio \| + 14 min 26 s \| \| \| 10.º \| Eddy Mazzoleni \| Vini Caldirola-Saunier Duval \| + 19 min 21 s \| \| \| 11.º \| Wladimir Belli \| Lampre \| + 19 min 41 s \| \| \| 12.º \| Dariusz Baranowski \| CCC Polsat-Atlas \| + 22 min 54 s \| \| \| 13.º \| Sandy Casar \| Fdjeux.com \| + 24 min 50 s \| \| \| 14.º \| Marco Pantani \| Mercatone Uno-Scanavino \| + 26 min 15 s \| \| \| 15.º \| Massimo Codol \| Mercatone Uno-Scanavino \| + 28 min 17 s \| \| \| 16.º \| Michele Scarponi \| Domina Vacanze-Elitron \| + 29 min 24 s \| \| \| 17.º \| Gianni Faresin \| Gerolsteiner \| + 34 min 44 s \| \| \| 18.º \| Adolfo García Quesada \| Kelme-Costa Blanca \| + 41 min 21 s \| \| \| 19.º \| Aitor González \| Fassa Bortolo \| + 41 min 29 s \| \| \| 20.º \| Paolo Lanfranchi \| Ceramica Panaria-Fiordo \| + 43 min 57 s \| \| \| 21.º \| Marco Velo \| Fassa Bortolo \| + 45 min 36 s \| \| \| 22.º \| Marzio Bruseghin \| Fassa Bortolo \| + 46 min 11 s \| \| \| 23.º \| Scott Sunderland \| Fakta \| + 50 min 22 s \| \| \| 24.º \| Sylwester Szmyd \| Mercatone Uno-Scanavino \| + 51 min 36 s \| \| \| 25.º \| Pietro Caucchioli \| Alessio \| + 54 min 29 s \| \| |                       |                              |                  |
| |                       |                              |                  |
| |                       |                              |                  |
| Clasificación general |                       |                              |                  |
| Ciclista | Ciclista              | Equipo                       | Tiempo           |
| 1.º | Gilberto Simoni       | Saeco                        | 89 h 32 min 09 s |
| 2.º | Stefano Garzelli      | Vini Caldirola-Saunier Duval | + 7 min 06 s     |
| 3.º | Yaroslav Popovych     | Landbouwkrediet-Colnago      | + 7 min 11 s     |
| 4.º | Andrea Noè            | Alessio                      | + 9 min 24 s     |
| 5.º | Georg Totschnig       | Gerolsteiner                 | + 9 min 42 s     |
| 6.º | Raimondas Rumsas      | Lampre                       | + 9 min 50 s     |
| 7.º | Dario Frigo           | Fassa Bortolo                | + 10 min 50 s    |
| 8.º | Serhi Honchar         | De Nardi-Colpack-Astro       | + 14 min 14 s    |
| 9.º | Franco Pellizotti     | Alessio                      | + 14 min 26 s    |
| 10.º | Eddy Mazzoleni        | Vini Caldirola-Saunier Duval | + 19 min 21 s    |
| 11.º | Wladimir Belli        | Lampre                       | + 19 min 41 s    |
| 12.º | Dariusz Baranowski    | CCC Polsat-Atlas             | + 22 min 54 s    |
| 13.º | Sandy Casar           | Fdjeux.com                   | + 24 min 50 s    |
| 14.º | Marco Pantani         | Mercatone Uno-Scanavino      | + 26 min 15 s    |
| 15.º | Massimo Codol         | Mercatone Uno-Scanavino      | + 28 min 17 s    |
| 16.º | Michele Scarponi      | Domina Vacanze-Elitron       | + 29 min 24 s    |
| 17.º | Gianni Faresin        | Gerolsteiner                 | + 34 min 44 s    |
| 18.º | Adolfo García Quesada | Kelme-Costa Blanca           | + 41 min 21 s    |
| 19.º | Aitor González        | Fassa Bortolo                | + 41 min 29 s    |
| 20.º | Paolo Lanfranchi      | Ceramica Panaria-Fiordo      | + 43 min 57 s    |
| 21.º | Marco Velo            | Fassa Bortolo                | + 45 min 36 s    |
| 22.º | Marzio Bruseghin      | Fassa Bortolo                | + 46 min 11 s    |
| 23.º | Scott Sunderland      | Fakta                        | + 50 min 22 s    |
| 24.º | Sylwester Szmyd       | Mercatone Uno-Scanavino      | + 51 min 36 s    |
| 25.º | Pietro Caucchioli     | Alessio                      | + 54 min 29 s    |

### Clasificación por puntos(Maglia Ciclamino)
| Clasificación por puntos | Clasificación por puntos | Clasificación por puntos     | Clasificación por puntos | Clasificación por puntos |
| Ciclista                 | Ciclista                 | Equipo                       | Puntos                   |                          |
| ------------------------ | ------------------------ | ---------------------------- | ------------------------ | ------------------------ |
| 1.º                      | Gilberto Simoni          | Saeco                        | 154 pts                  |                          |
| 2.º                      | Stefano Garzelli         | Vini Caldirola-Saunier Duval | 154 pts                  |                          |
| 3.º                      | Ján Svorada              | Lampre                       | 137 pts                  |                          |
| 4.º                      | Magnus Bäckstedt         | Fakta                        | 119 pts                  |                          |
| 5.º                      | Eddy Mazzoleni           | Vini Caldirola-Saunier Duval | 91 pts                   |                          |
| 6.º                      | Dario Frigo              | Fassa Bortolo                | 90 pts                   |                          |
| 7.º                      | Yaroslav Popovych        | Landbouwkrediet-Colnago      | 88 pts                   |                          |
| 8.º                      | Giovanni Lombardi        | Domina Vacanze-Elitron       | 81 pts                   |                          |
| 9.º                      | Aitor González           | Fassa Bortolo                | 70 pts                   |                          |
| 10.º                     | Serhi Honchar            | De Nardi-Colpack-Astro       | 69 pts                   |                          |

### Clasificación de la montaña(Maglia Verde)
| Clasificación de la montaña | Clasificación de la montaña | Clasificación de la montaña  | Clasificación de la montaña | Clasificación de la montaña |
| Ciclista                    | Ciclista                    | Equipo                       | Puntos                      |                             |
| --------------------------- | --------------------------- | ---------------------------- | --------------------------- | --------------------------- |
| 1.º                         | Freddy González             | Colombia-Selle Italia        | 100 pts                     |                             |
| 2.º                         | Gilberto Simoni             | Saeco                        | 78 pts                      |                             |
| 3.º                         | Tino Zaballa                | Kelme-Costa Blanca           | 65 pts                      |                             |
| 4.º                         | Stefano Garzelli            | Vini Caldirola-Saunier Duval | 36 pts                      |                             |
| 5.º                         | Dario Frigo                 | Fassa Bortolo                | 29 pts                      |                             |
| 6.º                         | Paolo Lanfranchi            | Ceramica Panaria-Fiordo      | 24 pts                      |                             |
| 7.º                         | Marzio Bruseghin            | Fassa Bortolo                | 15 pts                      |                             |
| 8.º                         | Yaroslav Popovych           | Landbouwkrediet-Colnago      | 12 pts                      |                             |
| 9.º                         | Georg Totschnig             | Gerolsteiner                 | 12 pts                      |                             |
| 10.º                        | Andrea Noè                  | Alessio                      | 10 pts                      |                             |

### Clasificación por equipos
| Clasificación por equipos | Clasificación por equipos    | Clasificación por equipos | Clasificación por equipos |
| Equipo                    | Equipo                       | Tiempo                    |                           |
| ------------------------- | ---------------------------- | ------------------------- | ------------------------- |
| 1.º                       | Lampre                       | 269 h 37 min 37 s         |                           |
| 2.º                       | Saeco                        | + 1 min 08 s              |                           |
| 3.º                       | Alessio                      | + 5 min 46 s              |                           |
| 4.º                       | Fassa Bortolo                | + 18 min 39 s             |                           |
| 5.º                       | Vini Caldirola-Saunier Duval | + 20 min 54 s             |                           |
| 6.º                       | Mercatone Uno-Scanavino      | + 32 min 41 s             |                           |
| 7.º                       | Gerolsteiner                 | + 53 min 40 s             |                           |
| 8.º                       | CCC Polsat-Atlas             | + 57 min 04 s             |                           |
| 9.º                       | De Nardi-Colpack-Astro       | + 1 h 14 min 02 s         |                           |
| 10.º                      | Kelme-Costa Blanca           | + 1 h 17 min 35 s         |                           |

### Clasificación del intergiro(Maglia azzurra)
| Posición | Corredor            | Equipo             | Tiempo      |
| -------- | ------------------- | ------------------ | ----------- |
|          | Magnus Bäckstedt    | Team Fakta         | 50h 20' 37" |
| 2        | Ján Svorada         | Lampre             | 2' 02"      |
| 3        | Constantino Zaballa | Kelme-Costa Blanca | 2' 26"      |
| 4        | Fortunato Baliani   | Formaggi Pinzolo   | 3' 06"      |
| 5        | Aitor González      | Fassa Bortolo      | 3' 09"      |

## Evolución de las clasificaciones
| Etapa                   |                         | Ganador _           | Clasificación general | Puntos              | Montaña         | Equipo _               |
| ----------------------- | ----------------------- | ------------------- | --------------------- | ------------------- | --------------- | ---------------------- |
| 1.ª etapa               | etapa llana             | Alessandro Petacchi | Alessandro Petacchi   | Alessandro Petacchi | no otorgado     | De Nardi-Colpack-Astro |
| 2.ª etapa               | etapa escarpada         | Fabio Baldato       | Alessandro Petacchi   | Alessandro Petacchi | Freddy González | Alessio                |
| 3.ª etapa               | etapa de media montaña  | Stefano Garzelli    | Alessandro Petacchi   | Alessandro Petacchi | Freddy González | Alessio                |
| 4.ª etapa               | etapa escarpada         | Robbie McEwen       | Alessandro Petacchi   | Alessandro Petacchi | Freddy González | Alessio                |
| 5.ª etapa               | etapa escarpada         | Alessandro Petacchi | Alessandro Petacchi   | Alessandro Petacchi | Freddy González | Alessio                |
| 6.ª etapa               | etapa de media montaña  | Alessandro Petacchi | Alessandro Petacchi   | Alessandro Petacchi | Freddy González | Alessio                |
| 7.ª etapa               | etapa de montaña        | Stefano Garzelli    | Stefano Garzelli      | Alessandro Petacchi | Freddy González | Saeco                  |
| 8.ª etapa               | etapa escarpada         | Mario Cipollini     | Stefano Garzelli      | Alessandro Petacchi | Freddy González | Saeco                  |
| 9.ª etapa               | etapa escarpada         | Mario Cipollini     | Stefano Garzelli      | Alessandro Petacchi | Freddy González | Saeco                  |
| 10.ª etapa              | etapa de media montaña  | Kurt Asle Arvesen   | Stefano Garzelli      | Alessandro Petacchi | Freddy González | Saeco                  |
| 11.ª etapa              | etapa llana             | Robbie McEwen       | Gilberto Simoni       | Alessandro Petacchi | Freddy González | Saeco                  |
| 12.ª etapa              | etapa de montaña        | Gilberto Simoni     | Gilberto Simoni       | Alessandro Petacchi | Freddy González | Lampre                 |
| 13.ª etapa              | etapa escarpada         | Alessandro Petacchi | Gilberto Simoni       | Alessandro Petacchi | Freddy González | Lampre                 |
| 14.ª etapa              | etapa de montaña        | Gilberto Simoni     | Gilberto Simoni       | Alessandro Petacchi | Freddy González | Lampre                 |
| 15.ª etapa              | contrarreloj individual | Aitor González      | Gilberto Simoni       | Alessandro Petacchi | Freddy González | Lampre                 |
| 16.ª etapa              | etapa llana             | Alessandro Petacchi | Gilberto Simoni       | Alessandro Petacchi | Freddy González | Lampre                 |
| 17.ª etapa              | etapa llana             | Alessandro Petacchi | Gilberto Simoni       | Alessandro Petacchi | Freddy González | Lampre                 |
| 18.ª etapa              | etapa de montaña        | Dario Frigo         | Gilberto Simoni       | Stefano Garzelli    | Freddy González | Saeco                  |
| 19.ª etapa              | etapa de montaña        | Gilberto Simoni     | Gilberto Simoni       | Gilberto Simoni     | Freddy González | Saeco                  |
| 20.ª etapa              | etapa llana             | Giovanni Lombardi   | Gilberto Simoni       | Gilberto Simoni     | Freddy González | Saeco                  |
| 21.ª etapa              | contrarreloj individual | Serhi Honchar       | Gilberto Simoni       | Gilberto Simoni     | Freddy González | Lampre                 |
| Clasificaciones finales | Clasificaciones finales |                     | Gilberto Simoni       | Gilberto Simoni     | Freddy González | Lampre                 |